# Franz Engelke
Franz Engelke född 15 april 1887 i Uddevalla, död 1 maj 1936 i Saltsjöbaden,  var en svensk affärsman, teaterdirektör och regissör.

## Biografi
Engelke var yngst av sex barn till Portugals vicekonsul Carl Engelke och hans hustru Jenny Juliana Amalia, född Rydberg.
Han kom tidigt in i affärslivet och 1923 etablerade han sig i Stockholm med kappfabrik och kapphandel. Så småningom utvecklade sig firman till ett tiotal dotterbolag över hela landet. Efter att tidigare ha köpt kappor utomlands flyttade han 1933 tillverkningen till Sverige. Fabriken låg i Hasse W. Tullbergs förlagshus vid Kungsbroplan 3. Han fälldes i rätten för att ha gjort reklam för att hans kappfabrik var störst i Sverige, men senare visade det sig att ett antal kappor fortfarande köptes in från fabriker i utlandet.
1929 gav han sig in i teatervärlden och tog över Vasateatern från Albert Ranft då dennes Operettaktiebolaget gått i konkurs. Hans tid som teaterdirektör omgärdades av skandalrubriker. Kapellmästaren Hjalmar Meissner och skådespelarna Emma Meissner, Elsa Wallin, Karin Ygberg och Tage Almqvist avskedades utan förvarning. Gustaf Bergman stämde Engelke för att ha blivit avstängd från sin tjänst som förste regissör. Rätten gick på Engelkes version och Bergman dömdes att betala Engelkes rättegångskostnader. Skådespelaren Lars Egge stämdes av Engelke för kontraktsbrott för att ha vägrat åka på turné med teatern, men Engelke dömdes att betala Egges löneanspråk och rättegångskostnader. Thor Modéen gjorde entré på teatern i revyn Stockholm blir Stockholm, men råkade i gräl med Engelke och lämnade teatern ett par månader senare. Textförfattaren Karl-Ewert stämde Engelke för uteblivet honorar för sina sångtexter i revyn Sjö och fart. 
Från 1931 hyrde han ut teatern till Gösta Ekman. Under en period drev han även Casino i Köpenhamn. Engelke lade ned sin teaterverksamhet 1932 och återgick till klädesindustrin. Engelke planerade att överta både Oscarsteatern och Odéonteatern 1933, men de planerna realiserades aldrig. 
Han avled av hjärnblödning efter en tids lunginflammation. Han jordfästes den 7 maj i Norra krematoriet och gravsattes i familjegraven på Uddevallas norra kyrkogård. Efter Engelkes död uppstod en arvstvist mellan hans tre överlevande systrar. I ett testamente från 1934 skulle hela arvslotten tillfalla systern Bertha Olling. Testamentet annullerades året därpå och arvslotten skulle delas lika mellan systrarna. Detta bestreds av Olling, men 1938 fastställde Svea Hovrätt det tidigare testamentet ogiltigt.
Engelke omnämns i tre av Karl Gerhards kupletter, bland annat Handarbetsvisan.